# Andrij Ševčenko
Andrij Mykolajovyč Ševčenko (anche traslitterato in Andrij Shevchenko) (in ucraino Андрій Миколайович Шевченко?; in russo Андрей Николаевич Шевченко?, Andrej Nikolaevič Ševčenko; Dvirkivščyna, 29 settembre 1976) è un dirigente sportivo, allenatore di calcio ed ex calciatore ucraino, di ruolo attaccante, presidente della Federazione calcistica dell'Ucraina.
Ritenuto uno degli attaccanti più forti e più completi di tutti i tempi, esordì nella Dinamo Kiev, con cui vinse cinque campionati ucraini e tre coppe nazionali. Nel 1999 approdò al Milan, in cui militò per sette stagioni, vincendo uno scudetto, una Supercoppa europea, una Supercoppa italiana, una UEFA Champions League e una Coppa Italia. Nel 2006 fu acquistato dal Chelsea, con cui vinse una Coppa d'Inghilterra e una Coppa di Lega inglese. Nell'estate 2008 ritornò al Milan per un prestito annuale. Rientrato al Chelsea, rescisse il contratto con gli inglesi per tornare alla Dinamo Kiev, con cui in tre anni vinse una Supercoppa d'Ucraina. Con la nazionale ucraina partecipò al campionato del mondo 2006 e al campionato d'Europa 2012 giocato in casa, rassegna al termine della quale si ritirò dall'attività agonistica.
Ha vinto il Pallone d'oro nel 2004 (dopo essere arrivato terzo nelle edizioni del 1999 e del 2000) e nello stesso anno è stato inserito da Pelé nella FIFA 100, lista dei 125 migliori calciatori viventi. Con 67 reti in 143 partite, occupa rispettivamente il settimo posto nella graduatoria dei marcatori delle competizioni UEFA per club e l'undicesimo in quella dei giocatori con più presenze. Con 111 gare disputate e 48 gol segnati è il secondo giocatore con più presenze nella nazionale ucraina dopo Anatolij Tymoščuk e il migliore marcatore dell'Ucraina. È inoltre secondo nella classifica dei migliori marcatori della storia del Milan, dopo Gunnar Nordahl, e quinto in quella dei migliori marcatori nella storia della Dinamo Kiev; con il Milan ha segnato 14 reti nei derby con l'Inter, risultando il miglior goleador della storia della stracittadina.
Nel 2024 viene inserito nella Hall of Fame del calcio italiano.

## Biografia

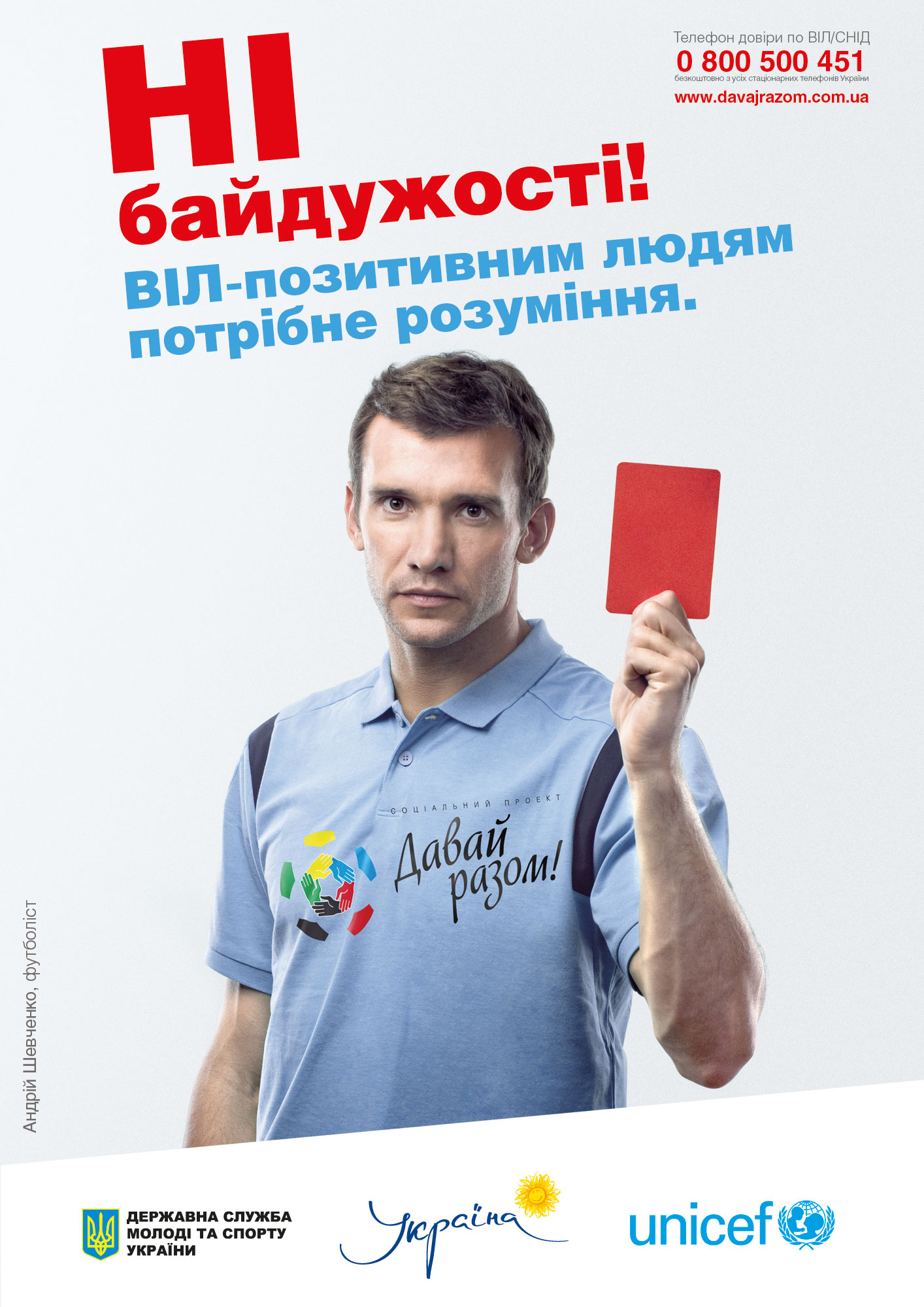
Ševčenko testimonial per la sezione ucraina dell'UNICEF nel 2012

Nato a Dvirkivščyna, villaggio nell'oblast' di Kiev, all'età di tre anni si trasferì con la famiglia nel distretto di Obolon, a Kiev. Andrij aveva nove anni all'epoca del disastro nucleare di Černobyl' e, vista la vicinanza della città alla centrale (245 km da Černobyl' e Pryp"jat'), la famiglia fu costretta ad abbandonare temporaneamente la propria casa e a trasferirsi lungo la costa per sfuggire agli effetti della contaminazione.
Soprannominato Sheva, il 14 luglio 2004 ha sposato in una cerimonia privata a Washington la modella statunitense Kristen Pazik, conosciuta nel 2002. La coppia ha quattro figli: Jordan, nato il 29 ottobre 2004; Christian, nato il 10 novembre 2006; Oleksandr, nato il 1º ottobre 2012;(anche lui calciatore nella squadra inglese del Watford) e Rider Gabriel, nato il 6 aprile 2014.
Nel giugno 2005 è divenuto ambasciatore dell'associazione benefica SOS Villaggi dei bambini; possiede anche una fondazione che fornisce sostegno ai bimbi orfani.
Appassionato di golf, nel settembre 2013 ha partecipato per la prima volta ad una competizione professionistica, la Coppa superiore di Charkiv.
Nel 2014 ha partecipato, con altri campioni del calcio, all'evento benefico Soccer Aid.

## Caratteristiche tecniche
Dotato di corsa e grande forza fisica, eccelleva nello scatto, nella velocità ed era abile anche negli inserimenti senza palla, nel colpo di testa e nel tiro anche da fuori area, con entrambi i piedi. Si distingueva inoltre per la freddezza nei pressi della porta avversaria, per l'opportunismo, il senso della posizione e per il fiuto del gol. Era in possesso di un'ottima tecnica individuale e di un buon dribbling, che lo redenvano difficile da contenere per gli avversari quando partiva in progressione. Era apprezzato anche per le sue doti di sacrificio e per la sua capacità di svariare su tutto il fronte d'attacco, fungendo, all'occorrenza, da sponda e supporto alle avanzate dei compagni di squadra; infatti, nonostante giocasse principalmente nel ruolo di prima punta ai tempi del Milan, alla Dinamo Kiev giocava anche in una posizione più arretrata, partendo spesso dalla fascia per poi accentrarsi, un ruolo che ha svolto anche a fine carriera. Era inoltre un ottimo rigorista e un buon calciatore di punizioni.

## Carriera

### Giocatore

#### Club

##### Dinamo Kiev

###### Gli inizi

Uno Ševčenko adolescente (accosciato, al centro) con la formazione giovanile della nel 1989, in occasione del torneo internazionale ad Agropoli, in provincia di Salerno

Da bambino iniziò a giocare a calcio a scuola e poco dopo venne inserito in una squadra allestita da un'associazione di quartiere e allenata da una donna. Nel 1986 non riuscì a superare una prova di dribbling per l'ammissione a una scuola sportiva di Kiev, ma attirò l'attenzione di un osservatore della Dinamo Kiev, Aleksandr Špakov, mentre giocava in un torneo scolastico e così fu aggregato alle giovanili del club. Malgrado l'iniziale opposizione del padre Nikolaj, che desiderava che il figlio seguisse le sue orme compiendo la carriera militare al termine degli studi, e la distanza dal centro sportivo, che richiedeva che il giovane attraversasse tutta la città per recarsi agli allenamenti della squadra, Ševčenko continuò a praticare il calcio, fino alla sospensione dell'attività dovuta al disastro nucleare di Černobyl' del 1986, che costrinse il ragazzino e la famiglia ad abbandonare temporaneamente la propria casa e a trasferirsi lungo la costa per sfuggire agli effetti della contaminazione.
Rientrato a Kiev, Ševčenko riprese a giocare nella squadra di Špakov, che fu allenata da Aleksandr Lysenko nel 1992. Nel vivaio del club della capitale il giovane mise subito in luce le proprie qualità. Nel 1989 partecipò al torneo internazionale Città di Agropoli, in Italia, con la compagine giovanile della Dinamo Kiev, con cui vinse la competizione segnando 10 gol, di cui 5 in 20 minuti nella finale vinta per 10-0 (in quel torneo parò un calcio di rigore il compagno di squadra Oleksandr Šovkovs'kyj, futuro portiere della nazionale ucraina). Nel 1990, con la squadra Under-14 della Dinamo Kiev, Ševčenko giocò la Coppa Ian Rush in Galles e ne divenne il capocannoniere; in quell'occasione fu premiato dallo stesso Ian Rush con un paio di scarpe da lui indossate quando giocava nel Liverpool.
Esordì nella squadra riserve della Dinamo Kiev all'età di 16 anni, il 5 maggio 1993, subentrando al 78' della partita di seconda serie persa per 0-2 in casa contro l'SK Odessa, poi subentrò dalla panchina senza segnare nelle ultime sei gare del campionato. Nel 1993-1994 fu, invece, capocannoniere della squadra riserve della Dinamo Kiev con 12 gol: realizzò la sua prima rete con la squadra riserve della Dinamo Kiev il 7 ottobre 1993 nel pareggio casalingo per 1-1 contro il Krystal Čortkiv, mentre il 21 novembre seguente, nella vittoria per 4-1 contro l'Artanija Očakiv, realizzò la sua prima tripletta. Chiamato in seguito in prima squadra, rimase comunque nei ranghi della squadra riserve fino alla fine del 1994 e fu chiamato a disputare una partita con la compagine nel 1996.

###### La militanza in prima squadra
Diciottenne, l'8 novembre 1994 debuttò in prima squadra in campionato a Donec'k, nella partita Šachtar Donec'k-Dinamo Kiev (1-3), subentrando a Mikheil Jishkariani al 54º minuto di gioco. Segnò il primo gol nel massimo campionato ucraino nella gara vinta per 4-2 contro il Dnipro il 1º dicembre 1994. Fu il suo unico gol in campionato per quella stagione, ma nella stessa annata mise a segno una rete in 2 presenze in UEFA Champions League e 6 reti in 8 partite in Coppa d'Ucraina, diventando capocannoniere della competizione e guadagnandosi così anche l'esordio con la nazionale ucraina. Nella stagione successiva Ševčenko segnò 16 gol in 31 partite di campionato (piazzandosi secondo nella classifica marcatori), guidando la Dinamo al secondo titolo consecutivo e alla vittoria della coppa nazionale. Nella stagione 1996-1997 vinse ancora il campionato con la Dinamo, contribuendo alla causa con 6 gol in 20 partite.

Ševčenko (a sinistra) in azione con la prima squadra della Dinamo Kiev nei quarti di finale della UEFA Champions League 1997-1998, contrastato dallo juventino Davids

Nelle stagioni 1997-1998 e 1998-1999 Ševčenko si impose definitivamente all'attenzione del mondo calcistico in coppia con Serhij Rebrov sotto la guida dell'allenatore Valerij Lobanovs'kyj. Il 5 novembre 1997 segnò una tripletta al Camp Nou nel primo tempo della partita Barcellona-Dinamo Kiev 0-4 (UEFA Champions League 1997-1998), diventando il primo calciatore ucraino a realizzare tre gol in una sola partita di UEFA Champions League e il secondo calciatore a farlo in casa del Barcellona (impresa, quest'ultima, compiuta poco più di un mese prima da Faustino Asprilla e poi eguagliata oltre due decenni dopo da Kylian Mbappé). Chiuse la stagione 1997-1998 con 33 gol complessivi, di cui 19 gol in 23 partite di campionato (piazzandosi secondo nella classifica marcatori alle spalle del compagno Serhij Rebrov), 6 in 10 incontri di UEFA Champions League e 8 in 8 partite di Coppa d'Ucraina, vincendo ancora il titolo nazionale e la coppa nazionale, competizione di cui fu anche capocannoniere. Nel 1997 fu eletto miglior giocatore del campionato e calciatore ucraino dell'anno. Nel 1998-1999 Ševčenko segnò 33 gol stagionali, aggiudicandosi nuovamente il double (campionato e coppa nazionale) e per la prima volta la classifica dei marcatori del campionato ucraino, con 18 gol. Nello stesso anno con la Dinamo raggiunse la semifinale della UEFA Champions League, dove fu eliminata dal Bayern Monaco. Ševčenko risultò, insieme a Dwight Yorke, capocannoniere della massima manifestazione continentale con 8 gol segnati, 10 considerando anche i turni preliminari (di cui tre in due partite contro il Real Madrid ai quarti di finale) e migliore attaccante della competizione. Alla fine dell'anno si sarebbe piazzato al terzo posto nell'edizione 1999 del Pallone d'oro.
Nella sua esperienza con la maglia dei bianchi di Kiev, durante la quale il suo talento fu valorizzato dall'allenatore Valerij Lobanovs'kyj, l'attaccante segnò 106 gol complessivi, vincendo 5 campionati ucraini consecutivi, 3 Coppe d'Ucraina, la classifica dei cannonieri della UEFA Champions League nel 1998-1999, del campionato nel 1998-1999 e due volte della Coppa d'Ucraina, nel 1994-1995 e 1997-1998.

##### Milan

###### 1999-2003
Secondo un accordo già concluso all'inizio dell'anno ma tenuto segreto, nel maggio 1999 Ševčenko fu acquistato ufficialmente dal Milan per circa 25 milioni di dollari.
Esordì in rossonero il 21 agosto 1999 nella partita valida per l'assegnazione della Supercoppa italiana, persa contro il Parma (1-2). Il debutto in Serie A avvenne il 29 agosto in Lecce-Milan (2-2), partita in cui segnò il primo gol per il Milan. Il 3 ottobre segnò la sua prima tripletta con il Milan, nella sfida pareggiata per 4-4 in casa della Lazio, diventando il primo calciatore andato in gol 5 volte nelle prime 5 presenze in Serie A. Il 23 ottobre segnò la sua prima rete in un derby contro l'Inter, vinto per 2-1 dai rossoneri. Realizzò 24 reti in campionato, tra cui la già citata tripletta alla Lazio e la tripletta al Perugia, che gli valsero il titolo di capocannoniere: fu il secondo straniero, dopo Michel Platini, a vincere la classifica marcatori nella stagione di esordio nel campionato italiano. Nel dicembre 1999 si piazzò terzo nella graduatoria del Pallone d'oro.

Ševčenko esultante al Milan nel campionato 1999-2000

Nelle stagioni 2000-2001 e 2001-2002 Sheva segnò rispettivamente 34 gol (di cui 24 in Serie A) in 51 partite ufficiali (piazzandosi nuovamente terzo nella classifica del Pallone d'oro) e 17 gol in 38 partite ufficiali, ma il Milan non si aggiudicò alcun trofeo.
Nell'annata 2002-2003, dopo essere rimasto diversi mesi lontano dai campi di calcio a causa di un infortunio al menisco esterno del ginocchio sinistro subito nella partita del turno preliminare di UEFA Champions League contro lo Slovan Liberec (solo 5 gol in 24 partite di campionato), l'ucraino vinse, con il Milan, la UEFA Champions League e la Coppa Italia. Nella stagione che sancì il ritorno della squadra rossonera ai vertici del calcio continentale, Ševčenko segnò nel derby di Milano valido per il ritorno delle semifinali di UEFA Champions League (il primo derby milanese nella storia della competizione) il gol che sancì l'approdo del Milan in finale (la partita terminò con il risultato di 1-1, ma i rossoneri superarono il turno per la regola del gol fuori casa) e in finale trasformò in rete il tiro di rigore decisivo allo stadio Old Trafford di Manchester contro la Juventus dopo che la partita era finita in parità sullo 0-0, ed era stato annullato un gol regolare all'attaccante ucraino dopo 8 minuti di gioco. È stato il primo ucraino a vincere il trofeo. Tre giorni dopo Ševčenko si aggiudicò anche la Coppa Italia, nella finale di ritorno contro la Roma.

###### 2003-2006
La stagione 2003-2004 del Milan iniziò con la vittoria della Supercoppa UEFA contro il Porto; allo stadio Louis II, nel Principato di Monaco, i rossoneri si imposero per 1-0 grazie a un gol di testa dell'attaccante ucraino. Ševčenko vinse poi lo scudetto e il titolo di capocannoniere della Serie A con 24 gol in 32 partite. Per il Milan fu il primo titolo nazionale dopo quattro stagioni di digiuno, mentre per l'ucraino il secondo successo nella classifica dei marcatori della Serie A dopo quello conseguito nel 1999-2000.
Nell'agosto 2004 Ševčenko vinse anche la Supercoppa italiana, realizzando una tripletta nella vittoria del Milan per 3-0 a San Siro contro la Lazio; ancora oggi rimane l'unico giocatore ad aver segnato tre reti in una finale del torneo. Nel dicembre 2004 si aggiudicò il Pallone d'oro, dopo che a marzo 2004 era stato inserito da Pelé nella FIFA 100, la lista dei 125 migliori calciatori viventi. Sempre nel 2004 Ševčenko fu premiato con la più alta onorificenza dell'Ucraina, il titolo di Eroe d'Ucraina, dall'ex presidente ucraino Leonid Kučma. Nel 2004-2005 il Milan terminò il campionato al secondo posto, anche grazie ai 17 gol di Ševčenko. Il giocatore segnò anche 6 gol in 11 partite di UEFA Champions League, competizione in cui il Milan raggiunse la finale contro il Liverpool. La partita contro gli inglesi, allo stadio Olimpico Atatürk di Istanbul, finì con il risultato di 3-3 dopo i tempi regolamentari e i supplementari, durante i quali Ševčenko si vide respingere una violenta conclusione a pochi metri dalla linea di porta. L'incontro si decise, dunque, ai tiri di rigore. Come nella finale di UEFA Champions League 2002-2003, fu ancora Ševčenko ad andare sul dischetto del rigore per il tiro decisivo. Questa volta, però, l'ucraino si fece parare il tiro dal portiere Jerzy Dudek, decretando così la vittoria degli avversari.

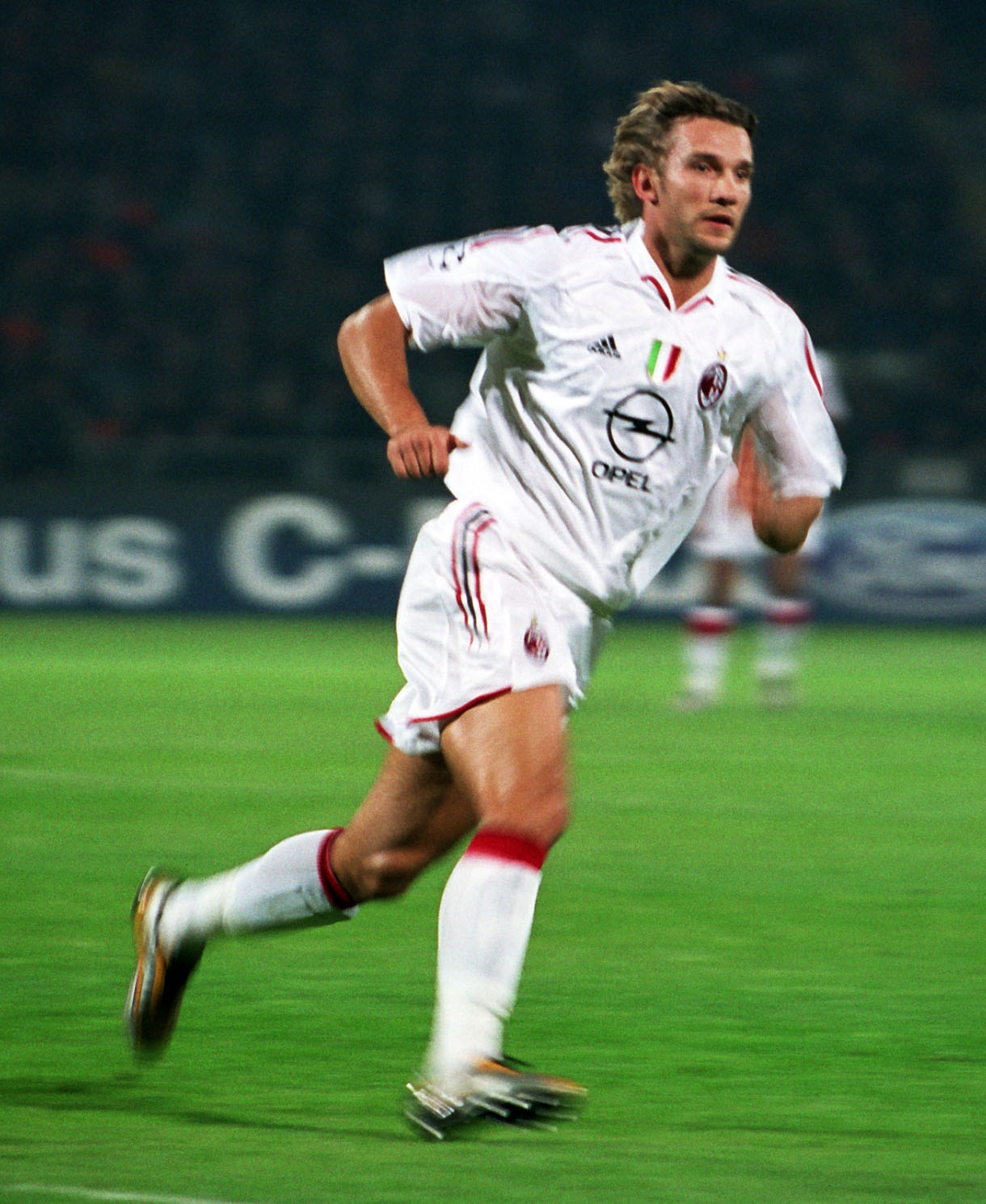
Ševčenko in azione al Milan nella stagione 2004-2005

Nella stagione 2005-2006 Ševčenko segnò 19 gol in 28 partite giocate in campionato e 9 gol in 12 partite di UEFA Champions League, competizione di cui fu il capocannoniere. Il 23 novembre 2005, nella partita della prima fase di Champions League contro il Fenerbahçe allo stadio Şükrü Saraçoğlu di Istanbul, segnò quattro gol, entrando così tra i dieci giocatori che hanno realizzato almeno una quaterna in una partita della competizione. L'8 febbraio 2006, nella partita di Serie A contro il Treviso, Ševčenko divenne il secondo miglior marcatore nella storia rossonera, dietro a Gunnar Nordahl.
Il 7 maggio 2006, nella gara in casa del Parma, lasciò il campo in avvio di partita per un infortunio. Nelle settimane seguenti, il presidente Silvio Berlusconi annunciò la possibilità di una partenza dell'ucraino; malgrado le proteste della tifoseria, il trasferimento al Chelsea si concretizzò il 31 maggio. Lo stesso attaccante affermò:
Successivamente il calciatore aggiunse:
La decisione dell'ucraino sarebbe stata determinata dalle pressioni della moglie, la quale avrebbe insistito affinché Jordan, il figlio della coppia, frequentasse una scuola di lingua inglese. Tale sospetto fu fermamente respinto da Ševčenko, che precisò che si era trattato di una «decisione comune». Adriano Galliani, ex amministratore delegato del Milan, in varie interviste rese negli anni successivi confermò che i dirigenti del Milan avevano provato con insistenza a convincere il giocatore a desistere dal proprio intento di lasciare la squadra rossonera, senza esito.

##### Chelsea

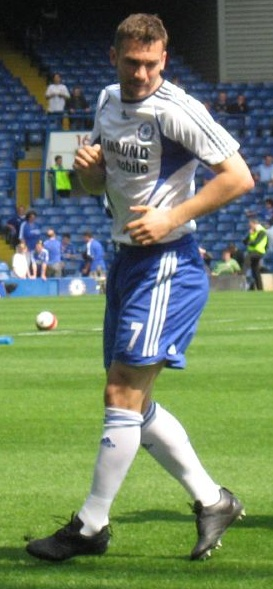
Ševčenko in allenamento al nel 2007

Il 31 maggio 2006 il Milan, attraverso il proprio sito ufficiale, comunicò il trasferimento dell'attaccante dal club rossonero al Chelsea. Ševčenko si unì alla sua nuova squadra dopo il campionato del mondo del 2006. Scelse di vestire la maglia numero 7, che aveva indossato anche al Milan.
Ševčenko debuttò con il Chelsea nella partita valida per l'assegnazione della Supercoppa d'Inghilterra il 13 agosto 2006. A Cardiff segnò il gol del pareggio contro il Liverpool, che poi si aggiudicò il trofeo vincendo per 2-1. Dieci giorni più tardi realizzò il primo gol in Premier League in Middlesbrough-Chelsea 2-1. Nelle partite successive non riuscì a mettersi in luce e le sue prestazioni risultarono, secondo i media, spesso deludenti. Realizzò il suo primo gol in Champions League con la maglia del Chelsea nella partita casalinga contro il Levski Sofia del 5 dicembre 2006; si trattò del 57º gol di Ševčenko in UEFA Champions League, traguardo che portò l'attaccante momentaneamente al secondo posto nella classifica dei marcatori di tutti i tempi nelle competizioni UEFA per club.
A seguito del rendimento al di sotto delle attese, stampa e televisioni profilarono con insistenza il possibile ritorno di Ševčenko al Milan nel corso del calciomercato di gennaio 2007. Le due società, però, negarono subito qualsiasi contatto.
Nei mesi seguenti Ševčenko tornò a giocare su discreti livelli. A marzo realizzò il gol del definitivo 1-1 nell'andata degli ottavi di finale di Champions League contro il Porto in trasferta. La marcatura, unita al 2-1 ottenuto dal Chelsea a Stamford Bridge nel ritorno, fu decisiva per il passaggio del turno dei Blues. In aprile Ševčenko segnò nel ritorno dei quarti di finale di UEFA Champions League contro il Valencia in trasferta, realizzando la rete del momentaneo 1-1. Il match fu poi vinto dal Chelsea per 2-1, punteggio che sancì il passaggio della squadra londinese alle semifinali, dove i Blues furono eliminati dal Liverpool. In maggio il Chelsea vinse la Coppa d'Inghilterra, anche se Ševčenko non scese in campo nella finale vinta per 1-0 contro il Manchester Utd dopo i tempi supplementari per essersi operato a causa di un'ernia inguinale.
Nella stagione 2007-2008 non trovò molto spazio in squadra. Spesso relegato in tribuna, in Premier League segnò appena 5 gol, l'ultimo contro il Bolton per il momentaneo 1-0 all'ultima giornata. La marcatura tenne vive le speranze di vincere la Premier League, ma la partita terminò 1-1. Il 21 maggio 2008, dopo la finale di Champions League 2007-2008 contro il Manchester Utd, deluso per la sconfitta ai rigori e soprattutto per essere rimasto in panchina per tutta la gara, non si presentò insieme ai compagni a ritirare la medaglia d'argento, che fu consegnata al tecnico Avraham Grant.
Il 21 luglio 2008 fu definito dal tabloid inglese The Sun il peggior affare di calciomercato dalle squadre della Premier League nei precedenti dieci anni.

##### Ritorno al Milan

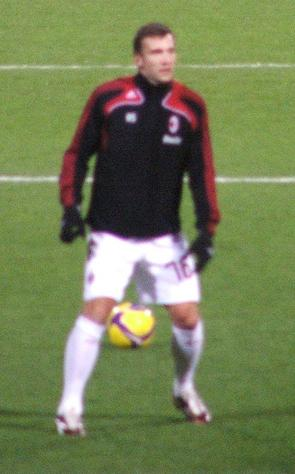
Ševčenko al Milan prima della trasferta di Portsmouth, gara di Coppa UEFA 2008-2009

Dopo un insistente susseguirsi di voci di calciomercato, il 23 agosto 2008, a seguito di alcuni incontri tra Roman Abramovič e Silvio Berlusconi, Milan e Chelsea comunicarono ufficialmente il ritorno in prestito di Ševčenko al club rossonero, tenendo però riservati i termini dell'accordo.
Al suo ritorno a Milano la maglia numero 7, precedentemente simbolo del giocatore nelle file rossonere, era già assegnata a Pato e il giocatore ucraino scelse quindi il numero 76, ovvero le ultime due cifre del suo anno di nascita.
Fece il suo secondo esordio a San Siro all'inizio del secondo tempo di Milan-Bologna (1-2). Realizzò il primo gol del suo secondo periodo in rossonero il 2 ottobre 2008, in Zurigo-Milan, gara di ritorno del primo turno di Coppa UEFA, siglando l'1-0 finale su assist di Ronaldinho. In seguito segnò la rete del momentaneo 1-0 nell'ottavo di finale di Coppa Italia contro la Lazio, conclusasi con la vittoria dei biancocelesti per 2-1 ai tempi supplementari, ma nel corso della stagione non trovò spazio in squadra. Al termine della stagione il Milan decise di non riscattare il giocatore, che così ritornò al Chelsea. Nonostante questa sua ultima stagione negativa, Ševčenko rimane il secondo marcatore di tutti i tempi della storia milanista, con 175 reti, preceduto solo da Gunnar Nordahl, autore di 221 reti con la maglia del Milan.

##### Ritorno alla Dinamo Kiev

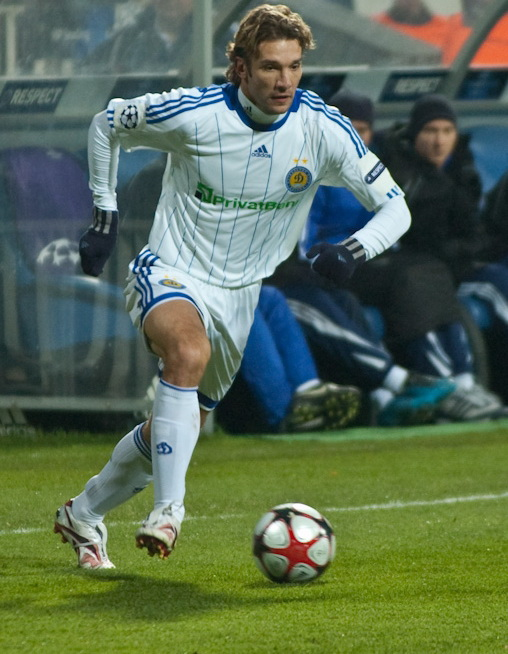
Ševčenko con la maglia della Dinamo Kiev nel 2009

Dopo essere rientrato al Chelsea, disputò una partita prima di trasferirsi definitivamente alla Dinamo Kiev, la prima squadra in cui aveva giocato, firmando un contratto biennale. Scelse di indossare la maglia numero 7, come al Milan e al Chelsea, e di non riprendere la numero 10, indossata nella sua precedente esperienza alla Dinamo Kiev e ora affidata a Milevskiy. Diventò inoltre vice-capitano della squadra.
Segnò il suo primo gol su calcio di rigore, nella sua prima partita della Prem"jer-liha 2009-2010 contro il Metalurh Donec'k nella vittoria per 3-1 della Dinamo del 31 agosto 2009. Il 16 settembre 2009 Ševčenko giocò la sua prima partita di Champions League dopo il ritorno alla Dinamo Kiev contro il Rubin e il 4 novembre 2009 realizza contro l'Inter il primo e unico gol nella competizione nella sua seconda esperienza alla Dinamo. Chiuse la stagione con 8 gol in 29 partite, risultando il secondo miglior marcatore della propria squadra.
Nella stagione 2010-2011 totalizzò 32 presenze e 16 reti (risultando nuovamente il secondo miglior marcatore stagionale della propria squadra), e in quella seguente 22 partite e 6 reti. Alla fine della stagione 2011-2012, scaduto il contratto che lo legava alla Dinamo Kiev, rimase svincolato.
Il 28 luglio 2012 Ševčenko, in un'intervista concessa al sito ufficiale della Dinamo Kiev, dichiarò di voler lasciare l'attività agonistica per dedicarsi alla politica.

#### Nazionale
Nel 1993 debuttò nella nazionale ucraina Under-18. Il 26 aprile 1994 segnò un gol nell'andata del secondo turno degli spareggi di qualificazione al campionato europeo di categoria del 1994, in casa contro i Paesi Bassi (2-2), in diretta televisiva. L'11 ottobre 1994 esordì, diciottenne, nella nazionale ucraina Under-21 contro la Slovenia.
Ševčenko esordì in nazionale maggiore il 25 marzo 1995 a Zagabria, all'età di 18 anni e 177 giorni, nella partita Croazia-Ucraina (4-0), valida per le qualificazioni al campionato europeo del 1996. Segnò la sua prima rete in nazionale il 1º maggio 1996, in un'amichevole contro la Turchia giocata a Samsun, diventando il più giovane marcatore nella storia della sua nazionale (record battuto, venti anni dopo, da Oleksandr Zinčenko).
Nel corso del 1997 con la nazionale ucraina partecipò alle qualificazioni al campionato mondiale del 1998, durante le quali realizzò 4 gol nelle 8 partite disputate, tra cui quello del vantaggio ucraino nella gara ritorno dei play-off contro la Croazia pareggiata per 1-1, risultato che non bastò per qualificarsi alla fase finale in Francia, data la sconfitta per 2-0 nella partita di andata.
Dal 1998 al 1999 prese parte alle qualificazioni al campionato europeo del 2000 disputando tutte le 12 partite della propria nazionale e siglando un gol nell'ultima partita contro la Russia e 1 negli spareggi contro la Slovenia, che eliminò l'Ucraina.

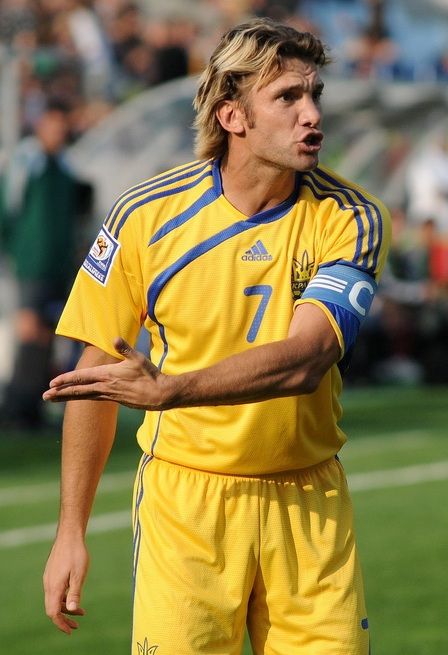
Ševčenko con la divisa della nazionale ucraina nel 2009.

Nel marzo 2000 Valerij Lobanovs'kyj, suo mentore alla Dinamo Kiev, diventò commissario tecnico dell'Ucraina, con il compito di qualificare la squadra al campionato mondiale del 2002. Ševčenko segnò 9 gol in 10 partite nelle qualificazioni (risultando il miglior marcatore a livello europeo), ma la squadra nonostante un suo gol nelle due partite dello spareggio non riuscì nell'impresa, perdendo contro la Germania futura finalista della competizione (sconfitta che coincise con l'esonero di Lobanovs'kyj).
Il 17 aprile 2002, in occasione della partita amichevole contro la Georgia, Ševčenko indossò per la prima volta la fascia di capitano dell'Ucraina.
Dal 2002 al 2003 prese parte alle qualificazioni al campionato europeo del 2004, nelle quali fu il miglior marcatore della propria nazionale con 3 gol in 4 partite, ma la sua squadra non riuscì a qualificarsi arrivando terza nel girone alle spalle della Spagna e della Grecia, quest'ultima futura vincitrice della competizione.
Nell'ottobre 2005 l'Ucraina ottenne la sua prima qualificazione a un campionato mondiale (quello di Germania 2006), vincendo il proprio girone di qualificazione con 7 vittorie, 4 pareggi e una sola sconfitta. Ševčenko fu capitano e leader della squadra, segnando 6 gol dei 18 totali dell'Ucraina in 9 partite.
Nell'estate del 2006 l'attaccante prese parte per la prima volta alla fase finale di una competizione per nazionali. Nel torneo Ševčenko realizzò 2 gol nelle vittorie contro l'Arabia Saudita e contro la Tunisia. L'Ucraina si qualificò, come seconda classificata nel proprio raggruppamento, agli ottavi di finale, dove sconfisse la Svizzera ai rigori. Ai quarti di finale fu sconfitta per 3-0 ed eliminata dai futuri campioni dell'Italia.
Ševčenko segnò 5 gol in 8 partite nel girone B delle qualificazioni al campionato d'Europa 2008, ma l'Ucraina non si qualificò alla fase finale.
Partecipò alle qualificazioni al campionato del mondo del 2010, nelle quali l'Ucraina si piazzò seconda nel gruppo 6, alle spalle dell'Inghilterra grazie anche ai suoi 6 gol in 9 partite, qualificandosi agli spareggi per l'accesso al mondiale, dove affrontò la Grecia. Dopo la partita di ritorno a Donec'k, persa per 0-1 con la conseguente eliminazione della propria nazionale, Ševčenko non trattenne le lacrime per non essere riuscito a far qualificare al mondiale la propria squadra.
L'8 ottobre 2010, disputando la partita amichevole contro il Canada, raggiunse le 100 presenze con la nazionale ucraina.

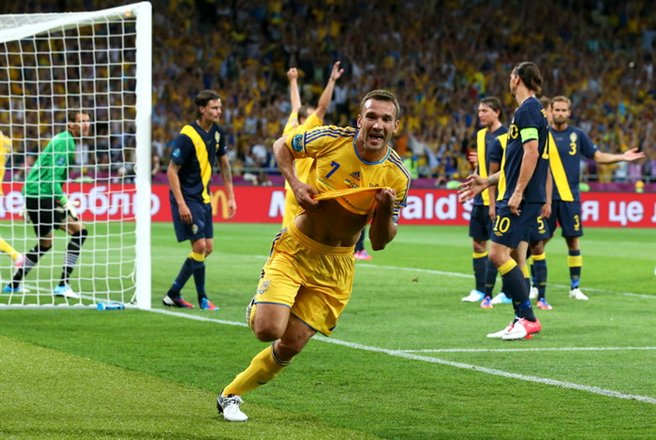
Ševčenko esulta dopo la sua doppietta alla nella prima partita del

Convocato dal CT Oleh Blochin per la fase finale del campionato d'Europa 2012 che verrà disputato in casa in Ucraina e Polonia, fu schierato da titolare nella gara d'esordio dell'Ucraina, a Kiev contro la Svezia, partita nella quale segnò una doppietta che valse la vittoria in rimonta per 2-1. Dopo aver disputato da titolare anche la successiva gara contro la Francia, persa per 2-0, Ševčenko fu inizialmente escluso nell'ultima partita del girone contro l'Inghilterra per un infortunio a un ginocchio. Nel secondo tempo della gara, sul risultato di 1-0 per gli inglesi, subentrò a Marko Dević ma il risultato dell'incontro non cambiò e quindi l'Ucraina fu eliminata dalla competizione. Al termine del match Sheva annunciò il proprio ritiro dalla nazionale.

### Allenatore

#### Nazionale ucraina
L'11 novembre 2012 il neo-presidente della Federazione calcistica dell'Ucraina, Anatoliy Konkov, offrì a Ševčenko la panchina della nazionale ucraina, ma l'ex attaccante rifiutò, ritenendo prematura, a pochi mesi dal ritiro dall'attività agonostica, l'assunzione di tale incarico.
Il 16 febbraio 2016 entrò a far parte dello staff della nazionale ucraina come collaboratore del commissario tecnico Mykhaylo Fomenko.
Il 12 luglio seguente, dopo il campionato europeo del 2016, sostituì Fomenko come commissario tecnico, firmando un contratto di due anni con opzione per altri due. Nel proprio staff volle anche l'ex milanista Mauro Tassotti e Andrea Maldera, figlio dell'ex milanista Luigi.
Ottenuta nel 2019 la qualificazione al campionato d'Europa 2020 dopo una vittoria contro i campioni d'Europa in carica del Portogallo, nel 2021 Ševčenko riuscì a guidare i suoi fino ai quarti di finale del torneo, raggiunti per la prima volta dalla nazionale ucraina. Lasciò la guida della nazionale il 1º agosto seguente.

#### Genoa
Il 7 novembre 2021 viene nominato nuovo tecnico del Genoa, subentrando all'esonerato Davide Ballardini e firmando un contratto triennale. Il 15 gennaio 2022 viene sollevato dall'incarico dopo una vittoria, 3 pareggi e 7 sconfitte in 11 partite complessive tra campionato e Coppa Italia. Il 22 settembre 2022, ancora sotto contratto con i liguri, risolve il proprio rapporto con il club.

### Dirigente
Nel gennaio 2024 viene eletto presidente della Federazione calcistica dell'Ucraina.

## Fuori dal campo
Dopo l'uscita dal mondo del calcio, ha aderito al partito Ucraina - Avanti! (in ucraino Україна – Вперед!?, Ukraïna – Vpered!) di Natalija Korolevs'ka. La formazione, costituitasi in seguito ad una scissione dal Partito Socialdemocratico d'Ucraina (Unito), si è presentata alle elezioni parlamentari in Ucraina del 2012, in cui ha ottenuto l'1,58% dei voti senza conseguire alcun seggio.
Dall'agosto 2018 è stato opinionista di DAZN.
Nel maggio del 2023 debutta come opinionista di Amazon Prime Video in occasione del derby di semifinale di Champions Milan-Inter.
Il 26 settembre 2023 il presidente dell'Ucraina Volodymyr Zelens'kyj ha nominato Andrij Ševčenko suo consigliere indipendente.

## Statistiche
Tra club, nazionale maggiore e nazionali giovanili, Ševčenko ha giocato globalmente 847 partite segnando 413 reti, alla media di 0,48 gol a partita.

### Presenze e reti nei club
Statistiche aggiornate al termine della carriera da calciatore.
| Stagione             | Squadra              | Campionato           | Campionato | Campionato | Coppe nazionali | Coppe nazionali | Coppe nazionali | Coppe continentali | Coppe continentali | Coppe continentali | Altre coppe | Altre coppe | Altre coppe | Totale | Totale |
| Stagione             | Squadra              | Comp                 | Pres       | Reti       | Comp            | Pres            | Reti            | Comp               | Pres               | Reti               | Comp        | Pres        | Reti        | Pres   | Reti   |
| -------------------- | -------------------- | -------------------- | ---------- | ---------- | --------------- | --------------- | --------------- | ------------------ | ------------------ | ------------------ | ----------- | ----------- | ----------- | ------ | ------ |
| 1992-1993            | Dinamo-2 Kiev        | PeL                  | 6          | 0          | KU              | 0               | 0               | -                  | -                  | -                  | -           | -           | -           | 6      | 0      |
| 1993-1994            | Dinamo-2 Kiev        | PeL                  | 31         | 12         | KU              | 1               | 0               | -                  | -                  | -                  | -           | -           | -           | 32     | 12     |
| 1994-1995            | Dinamo-2 Kiev        | PeL                  | 13         | 4          | KU              | 4               | 5               | -                  | -                  | -                  | -           | -           | -           | 17     | 9      |
| Totale Dinamo-2 Kiev | Totale Dinamo-2 Kiev | Totale Dinamo-2 Kiev | 50         | 16         |                 | 5               | 5               |                    | -                  | -                  |             | -           | -           | 55     | 21     |
| 1994-1995            | Dinamo Kiev          | VL                   | 17         | 1          | KU              | 4               | 1               | UCL                | 2                  | 1                  | -           | -           | -           | 23     | 3      |
| 1995-1996            | Dinamo Kiev          | VL                   | 31         | 16         | KU              | 5               | 1               | UCL                | 2                  | 2                  | CSI         | 6           | 3           | 44     | 22     |
| 1996-1997            | Dinamo Kiev          | VL                   | 20         | 6          | KU              | 0               | 0               | UCL+CU             | 0                  | 0                  | CSI         | 6           | 6           | 26     | 12     |
| 1997-1998            | Dinamo Kiev          | VL                   | 23         | 19         | KU              | 8               | 8               | UCL                | 10                 | 6                  | CSI         | 5           | 3           | 46     | 36     |
| 1998-1999            | Dinamo Kiev          | VL                   | 26         | 18         | KU              | 4               | 5               | UCL                | 14                 | 10                 | CSI         | 1           | 0           | 45     | 33     |
| 1999-2000            | Milan                | A                    | 32         | 24         | CI              | 4               | 4               | UCL                | 6                  | 1                  | SI          | 1           | 0           | 43     | 29     |
| 2000-2001            | Milan                | A                    | 34         | 24         | CI              | 3               | 1               | UCL                | 14                 | 9                  | -           | -           | -           | 51     | 34     |
| 2001-2002            | Milan                | A                    | 29         | 14         | CI              | 3               | 0               | CU                 | 6                  | 3                  | -           | -           | -           | 38     | 17     |
| 2002-2003            | Milan                | A                    | 24         | 5          | CI              | 4               | 1               | UCL                | 11                 | 4                  | -           | -           | -           | 39     | 10     |
| 2003-2004            | Milan                | A                    | 32         | 24         | CI              | 1               | 0               | UCL                | 9                  | 4                  | SI+SU+CInt  | 1+1+1       | 0+1+0       | 45     | 29     |
| 2004-2005            | Milan                | A                    | 29         | 17         | CI              | 0               | 0               | UCL                | 10                 | 6                  | SI          | 1           | 3           | 40     | 26     |
| 2005-2006            | Milan                | A                    | 28         | 19         | CI              | 0               | 0               | UCL                | 12                 | 9                  | -           | -           | -           | 40     | 28     |
| 2006-2007            | Chelsea              | PL                   | 30         | 4          | FACup+CdL       | 6+4             | 3+3             | UCL                | 10                 | 3                  | CS          | 1           | 1           | 51     | 14     |
| 2007-2008            | Chelsea              | PL                   | 17         | 5          | FACup+CdL       | 1+2             | 0+2             | UCL                | 5                  | 1                  | -           | -           | -           | 25     | 8      |
| 2008-2009            | Milan                | A                    | 18         | 0          | CI              | 1               | 1               | CU                 | 7                  | 1                  | -           | -           | -           | 26     | 2      |
| Totale Milan         | Totale Milan         | Totale Milan         | 226        | 127        |                 | 16              | 7               |                    | 75                 | 37                 |             | 5           | 4           | 322    | 175    |
| ago. 2009            | Chelsea              | PL                   | 1          | 0          | FACup+CdL       | -               | -               | UCL                | -                  | -                  | CS          | 0           | 0           | 1      | 0      |
| Totale Chelsea       | Totale Chelsea       | Totale Chelsea       | 48         | 9          |                 | 13              | 8               |                    | 15                 | 4                  |             | 1           | 1           | 77     | 22     |
| 2009-2010            | Dinamo Kiev          | PeL                  | 21         | 7          | KU              | 2               | 0               | UCL                | 6                  | 1                  | -           | -           | -           | 29     | 8      |
| 2010-2011            | Dinamo Kiev          | PeL                  | 18         | 10         | KU              | 2               | 1               | UCL+UEL            | 4+8                | 2+3                | -           | -           | -           | 32     | 16     |
| 2011-2012            | Dinamo Kiev          | PeL                  | 16         | 6          | KU              | 1               | 0               | UCL+UEL            | 1+4                | 0                  | SU          | 0           | 0           | 22     | 6      |
| Totale Dinamo Kiev   | Totale Dinamo Kiev   | Totale Dinamo Kiev   | 172        | 83         |                 | 26              | 16              |                    | 51                 | 25                 |             | 18          | 12          | 267    | 136    |
| Totale carriera      | Totale carriera      | Totale carriera      | 496        | 235        |                 | 60              | 36              |                    | 141                | 66                 |             | 24          | 17          | 721    | 354    |

### Cronologia presenze e reti in nazionale
| Cronologia completa delle presenze e delle reti in nazionale ― Ucraina | Cronologia completa delle presenze e delle reti in nazionale ― Ucraina | Cronologia completa delle presenze e delle reti in nazionale ― Ucraina | Cronologia completa delle presenze e delle reti in nazionale ― Ucraina | Cronologia completa delle presenze e delle reti in nazionale ― Ucraina | Cronologia completa delle presenze e delle reti in nazionale ― Ucraina | Cronologia completa delle presenze e delle reti in nazionale ― Ucraina | Cronologia completa delle presenze e delle reti in nazionale ― Ucraina |
| Data                                                                   | Città                                                                  | In casa                                                                | Risultato                                                              | Ospiti                                                                 | Competizione                                                           | Reti                                                                   | Note                                                                   |
| ---------------------------------------------------------------------- | ---------------------------------------------------------------------- | ---------------------------------------------------------------------- | ---------------------------------------------------------------------- | ---------------------------------------------------------------------- | ---------------------------------------------------------------------- | ---------------------------------------------------------------------- | ---------------------------------------------------------------------- |
| 25-3-1995                                                              | Zagabria                                                               | Croazia                                                                | 4 – 0                                                                  | Ucraina                                                                | Qual. Euro 1996                                                        | -                                                                      |                                                                        |
| 29-3-1995                                                              | Kiev                                                                   | Ucraina                                                                | 0 – 2                                                                  | Italia                                                                 | Qual. Euro 1996                                                        | -                                                                      |                                                                        |
| 9-4-1996                                                               | Chișinău                                                               | Moldavia                                                               | 2 – 2                                                                  | Ucraina                                                                | Amichevole                                                             | -                                                                      | 72’                                                                    |
| 1-5-1996                                                               | Samsun                                                                 | Turchia                                                                | 3 – 2                                                                  | Ucraina                                                                | Amichevole                                                             | 1                                                                      |                                                                        |
| 23-3-1997                                                              | Kiev                                                                   | Ucraina                                                                | 1 – 0                                                                  | Moldavia                                                               | Amichevole                                                             | -                                                                      |                                                                        |
| 29-3-1997                                                              | Granada                                                                | Albania                                                                | 0 – 1                                                                  | Ucraina                                                                | Qual. Mondiali 1998                                                    | -                                                                      | 81’                                                                    |
| 2-4-1997                                                               | Kiev                                                                   | Ucraina                                                                | 2 – 1                                                                  | Irlanda del Nord                                                       | Qual. Mondiali 1998                                                    | 1                                                                      |                                                                        |
| 30-4-1997                                                              | Brema                                                                  | Germania                                                               | 2 – 0                                                                  | Ucraina                                                                | Qual. Mondiali 1998                                                    | -                                                                      |                                                                        |
| 7-5-1997                                                               | Kiev                                                                   | Ucraina                                                                | 1 – 1                                                                  | Armenia                                                                | Qual. Mondiali 1998                                                    | 1                                                                      |                                                                        |
| 7-6-1997                                                               | Kiev                                                                   | Ucraina                                                                | 0 – 0                                                                  | Germania                                                               | Qual. Mondiali 1998                                                    | -                                                                      |                                                                        |
| 20-8-1997                                                              | Kiev                                                                   | Ucraina                                                                | 1 – 0                                                                  | Albania                                                                | Qual. Mondiali 1998                                                    | -                                                                      |                                                                        |
| 11-10-1997                                                             | Erevan                                                                 | Armenia                                                                | 0 – 2                                                                  | Ucraina                                                                | Qual. Mondiali 1998                                                    | 1                                                                      | 77’ 80’                                                                |
| 15-11-1997                                                             | Kiev                                                                   | Ucraina                                                                | 1 – 1                                                                  | Croazia                                                                | Qual. Mondiali 1998                                                    | 1                                                                      |                                                                        |
| 15-7-1998                                                              | Kiev                                                                   | Ucraina                                                                | 1 – 2                                                                  | Polonia                                                                | Amichevole                                                             | 1                                                                      | 46’                                                                    |
| 19-8-1998                                                              | Kiev                                                                   | Ucraina                                                                | 4 – 0                                                                  | Georgia                                                                | Amichevole                                                             | -                                                                      |                                                                        |
| 5-9-1998                                                               | Kiev                                                                   | Ucraina                                                                | 3 – 2                                                                  | Russia                                                                 | Qual. Euro 2000                                                        | -                                                                      |                                                                        |
| 10-10-1998                                                             | Andorra la Vella                                                       | Andorra                                                                | 0 – 2                                                                  | Ucraina                                                                | Qual. Euro 2000                                                        | -                                                                      | 70’                                                                    |
| 14-10-1998                                                             | Kiev                                                                   | Ucraina                                                                | 2 – 0                                                                  | Armenia                                                                | Qual. Euro 2000                                                        | -                                                                      | 78’                                                                    |
| 27-3-1999                                                              | Saint-Denis                                                            | Francia                                                                | 0 – 0                                                                  | Ucraina                                                                | Qual. Euro 2000                                                        | -                                                                      |                                                                        |
| 31-3-1999                                                              | Kiev                                                                   | Ucraina                                                                | 1 – 1                                                                  | Islanda                                                                | Qual. Euro 2000                                                        | -                                                                      |                                                                        |
| 5-6-1999                                                               | Kiev                                                                   | Ucraina                                                                | 4 – 0                                                                  | Andorra                                                                | Qual. Euro 2000                                                        | -                                                                      | 67’                                                                    |
| 9-6-1999                                                               | Erevan                                                                 | Armenia                                                                | 0 – 0                                                                  | Ucraina                                                                | Qual. Euro 2000                                                        | -                                                                      | 80’                                                                    |
| 4-9-1999                                                               | Kiev                                                                   | Ucraina                                                                | 0 – 0                                                                  | Francia                                                                | Qual. Euro 2000                                                        | -                                                                      |                                                                        |
| 8-9-1999                                                               | Reykjavík                                                              | Islanda                                                                | 0 – 1                                                                  | Ucraina                                                                | Qual. Euro 2000                                                        | -                                                                      |                                                                        |
| 9-10-1999                                                              | Mosca                                                                  | Russia                                                                 | 1 – 1                                                                  | Ucraina                                                                | Qual. Euro 2000                                                        | 1                                                                      |                                                                        |
| 13-11-1999                                                             | Lubiana                                                                | Slovenia                                                               | 2 – 1                                                                  | Ucraina                                                                | Qual. Euro 2000                                                        | 1                                                                      |                                                                        |
| 17-11-1999                                                             | Kiev                                                                   | Ucraina                                                                | 1 – 1                                                                  | Slovenia                                                               | Qual. Euro 2000                                                        | -                                                                      |                                                                        |
| 26-4-2000                                                              | Sofia                                                                  | Bulgaria                                                               | 0 – 1                                                                  | Ucraina                                                                | Amichevole                                                             | 1                                                                      | 70’                                                                    |
| 31-5-2000                                                              | Londra                                                                 | Inghilterra                                                            | 2 – 0                                                                  | Ucraina                                                                | Amichevole                                                             | -                                                                      |                                                                        |
| 2-9-2000                                                               | Kiev                                                                   | Ucraina                                                                | 1 – 3                                                                  | Polonia                                                                | Qual. Mondiali 2002                                                    | 1                                                                      |                                                                        |
| 7-10-2000                                                              | Erevan                                                                 | Armenia                                                                | 2 – 3                                                                  | Ucraina                                                                | Qual. Mondiali 2002                                                    | 2                                                                      |                                                                        |
| 11-10-2000                                                             | Oslo                                                                   | Norvegia                                                               | 0 – 1                                                                  | Ucraina                                                                | Qual. Mondiali 2002                                                    | 1                                                                      |                                                                        |
| 24-3-2001                                                              | Kiev                                                                   | Ucraina                                                                | 0 – 0                                                                  | Bielorussia                                                            | Qual. Mondiali 2002                                                    | -                                                                      |                                                                        |
| 28-3-2001                                                              | Cardiff                                                                | Galles                                                                 | 1 – 1                                                                  | Ucraina                                                                | Qual. Mondiali 2002                                                    | 1                                                                      |                                                                        |
| 2-6-2001                                                               | Kiev                                                                   | Ucraina                                                                | 0 – 0                                                                  | Norvegia                                                               | Qual. Mondiali 2002                                                    | -                                                                      |                                                                        |
| 6-6-2001                                                               | Kiev                                                                   | Ucraina                                                                | 1 – 1                                                                  | Galles                                                                 | Qual. Mondiali 2002                                                    | -                                                                      |                                                                        |
| 1-9-2001                                                               | Minsk                                                                  | Bielorussia                                                            | 0 – 2                                                                  | Ucraina                                                                | Qual. Mondiali 2002                                                    | 2                                                                      |                                                                        |
| 5-9-2001                                                               | Leopoli                                                                | Ucraina                                                                | 3 – 0                                                                  | Armenia                                                                | Qual. Mondiali 2002                                                    | 1                                                                      |                                                                        |
| 6-10-2001                                                              | Chorzów                                                                | Polonia                                                                | 1 – 1                                                                  | Ucraina                                                                | Qual. Mondiali 2002                                                    | 1                                                                      |                                                                        |
| 10-11-2001                                                             | Kiev                                                                   | Ucraina                                                                | 1 – 1                                                                  | Germania                                                               | Qual. Mondiali 2002                                                    | -                                                                      |                                                                        |
| 14-11-2001                                                             | Dortmund                                                               | Germania                                                               | 4 – 1                                                                  | Ucraina                                                                | Qual. Mondiali 2002                                                    | 1                                                                      |                                                                        |
| 17-4-2002                                                              | Kiev                                                                   | Ucraina                                                                | 2 – 1                                                                  | Georgia                                                                | Amichevole                                                             | -                                                                      | cap. 49’                                                               |
| 20-11-2002                                                             | Trnava                                                                 | Slovacchia                                                             | 1 – 1                                                                  | Ucraina                                                                | Amichevole                                                             | -                                                                      | cap.                                                                   |
| 12-3-2003                                                              | Smirne                                                                 | Turchia                                                                | 0 – 0                                                                  | Ucraina                                                                | Amichevole                                                             | -                                                                      | cap. 88’                                                               |
| 29-3-2003                                                              | Kiev                                                                   | Ucraina                                                                | 2 – 2                                                                  | Spagna                                                                 | Qual. Euro 2004                                                        | -                                                                      | cap. 67’                                                               |
| 30-4-2003                                                              | Copenaghen                                                             | Danimarca                                                              | 1 – 0                                                                  | Ucraina                                                                | Amichevole                                                             | -                                                                      | cap. 90’                                                               |
| 7-6-2003                                                               | Leopoli                                                                | Ucraina                                                                | 4 – 3                                                                  | Armenia                                                                | Qual. Euro 2004                                                        | 2                                                                      |                                                                        |
| 11-6-2003                                                              | Atene                                                                  | Grecia                                                                 | 1 – 0                                                                  | Ucraina                                                                | Qual. Euro 2004                                                        | -                                                                      | cap.                                                                   |
| 20-8-2003                                                              | Donec'k                                                                | Ucraina                                                                | 0 – 2                                                                  | Romania                                                                | Amichevole                                                             | -                                                                      | cap.                                                                   |
| 10-9-2003                                                              | Elche                                                                  | Spagna                                                                 | 2 – 1                                                                  | Ucraina                                                                | Qual. Euro 2004                                                        | 1                                                                      |                                                                        |
| 11-10-2003                                                             | Kiev                                                                   | Ucraina                                                                | 0 – 0                                                                  | Macedonia                                                              | Amichevole                                                             | -                                                                      | cap.                                                                   |
| 31-3-2004                                                              | Skopje                                                                 | Macedonia                                                              | 1 – 0                                                                  | Ucraina                                                                | Amichevole                                                             | -                                                                      | cap. 46’                                                               |
| 18-8-2004                                                              | Newcastle                                                              | Inghilterra                                                            | 3 – 0                                                                  | Ucraina                                                                | Amichevole                                                             | -                                                                      | cap. 53’                                                               |
| 4-9-2004                                                               | Copenaghen                                                             | Danimarca                                                              | 1 – 1                                                                  | Ucraina                                                                | Qual. Mondiali 2006                                                    | -                                                                      | cap.                                                                   |
| 9-10-2004                                                              | Kiev                                                                   | Ucraina                                                                | 1 – 1                                                                  | Grecia                                                                 | Qual. Mondiali 2006                                                    | 1                                                                      | cap.                                                                   |
| 13-10-2004                                                             | Leopoli                                                                | Ucraina                                                                | 2 – 0                                                                  | Georgia                                                                | Qual. Mondiali 2006                                                    | 1                                                                      | cap.                                                                   |
| 17-11-2004                                                             | Istanbul                                                               | Turchia                                                                | 0 – 3                                                                  | Ucraina                                                                | Qual. Mondiali 2006                                                    | 2                                                                      | cap. 90+2’                                                             |
| 9-2-2005                                                               | Tirana                                                                 | Albania                                                                | 0 – 2                                                                  | Ucraina                                                                | Qual. Mondiali 2006                                                    | -                                                                      | cap.                                                                   |
| 4-6-2005                                                               | Kiev                                                                   | Ucraina                                                                | 2 – 0                                                                  | Kazakistan                                                             | Qual. Mondiali 2006                                                    | 1                                                                      | cap.                                                                   |
| 8-6-2005                                                               | Atene                                                                  | Grecia                                                                 | 0 – 1                                                                  | Ucraina                                                                | Qual. Mondiali 2006                                                    | -                                                                      | cap. 90+2’                                                             |
| 17-8-2005                                                              | Kiev                                                                   | Ucraina                                                                | 2 – 1                                                                  | Serbia e Montenegro                                                    | Torneo in memoria di Valerij Lobanovs'kyj                              | -                                                                      | cap. 46’                                                               |
| 3-9-2005                                                               | Tbilisi                                                                | Georgia                                                                | 1 – 1                                                                  | Ucraina                                                                | Qual. Mondiali 2006                                                    | -                                                                      | cap.                                                                   |
| 8-10-2005                                                              | Dnipropetrovs'k                                                        | Ucraina                                                                | 1 – 1                                                                  | Albania                                                                | Qual. Mondiali 2006                                                    | 1                                                                      | cap. 59’                                                               |
| 8-6-2006                                                               | Lussemburgo                                                            | Lussemburgo                                                            | 0 – 3                                                                  | Ucraina                                                                | Amichevole                                                             | 1                                                                      | 58’                                                                    |
| 14-6-2006                                                              | Lipsia                                                                 | Spagna                                                                 | 4 – 0                                                                  | Ucraina                                                                | Mondiali 2006 - 1º turno                                               | -                                                                      | cap.                                                                   |
| 19-6-2006                                                              | Amburgo                                                                | Ucraina                                                                | 4 – 0                                                                  | Arabia Saudita                                                         | Mondiali 2006 - 1º turno                                               | 1                                                                      | cap. 86’                                                               |
| 23-6-2006                                                              | Berlino                                                                | Ucraina                                                                | 1 – 0                                                                  | Tunisia                                                                | Mondiali 2006 - 1º turno                                               | 1                                                                      | cap. 88’                                                               |
| 14-6-2006                                                              | Colonia                                                                | Svizzera                                                               | 0 – 0 dts (0-3 dtr)                                                    | Ucraina                                                                | Mondiali 2006 - Ottavi di finale                                       | -                                                                      | cap.                                                                   |
| 14-6-2006                                                              | Amburgo                                                                | Italia                                                                 | 3 – 0                                                                  | Ucraina                                                                | Mondiali 2006 - Quarti di finale                                       | -                                                                      | cap.                                                                   |
| 6-9-2006                                                               | Kiev                                                                   | Ucraina                                                                | 3 – 2                                                                  | Georgia                                                                | Qual. Euro 2008                                                        | 1                                                                      | cap.                                                                   |
| 11-10-2006                                                             | Kiev                                                                   | Ucraina                                                                | 2 – 0                                                                  | Scozia                                                                 | Qual. Euro 2008                                                        | 1                                                                      | cap.                                                                   |
| 7-2-2007                                                               | Tel Aviv                                                               | Israele                                                                | 1 – 1                                                                  | Ucraina                                                                | Amichevole                                                             | -                                                                      | cap. 60’                                                               |
| 28-3-2007                                                              | Odessa                                                                 | Ucraina                                                                | 1 – 0                                                                  | Lituania                                                               | Qual. Euro 2008                                                        | -                                                                      | cap.                                                                   |
| 22-8-2007                                                              | Kiev                                                                   | Ucraina                                                                | 2 – 1                                                                  | Uzbekistan                                                             | Amichevole                                                             | -                                                                      | cap. 55’                                                               |
| 8-9-2007                                                               | Tbilisi                                                                | Georgia                                                                | 1 – 1                                                                  | Ucraina                                                                | Qual. Euro 2008                                                        | -                                                                      | cap. 90’                                                               |
| 12-9-2007                                                              | Kiev                                                                   | Ucraina                                                                | 1 – 2                                                                  | Italia                                                                 | Qual. Euro 2008                                                        | 1                                                                      | cap.                                                                   |
| 13-10-2007                                                             | Glasgow                                                                | Scozia                                                                 | 3 – 1                                                                  | Ucraina                                                                | Qual. Euro 2008                                                        | 1                                                                      | cap. 15’                                                               |
| 17-11-2007                                                             | Kaunas                                                                 | Lituania                                                               | 2 – 0                                                                  | Ucraina                                                                | Qual. Euro 2008                                                        | -                                                                      | cap. 80’                                                               |
| 21-11-2007                                                             | Kiev                                                                   | Ucraina                                                                | 2 – 2                                                                  | Francia                                                                | Qual. Euro 2008                                                        | 1                                                                      | cap.                                                                   |
| 27-3-2008                                                              | Kiev                                                                   | Ucraina                                                                | 2 – 1                                                                  | Serbia                                                                 | Amichevole                                                             | 1                                                                      | cap.                                                                   |
| 24-5-2008                                                              | Rotterdam                                                              | Paesi Bassi                                                            | 3 – 0                                                                  | Ucraina                                                                | Amichevole                                                             | -                                                                      | cap. 66’                                                               |
| 20-8-2008                                                              | Leopoli                                                                | Ucraina                                                                | 1 – 0                                                                  | Polonia                                                                | Amichevole                                                             | -                                                                      | 46’                                                                    |
| 6-9-2008                                                               | Leopoli                                                                | Ucraina                                                                | 1 – 0                                                                  | Bielorussia                                                            | Qual. Mondiali 2010                                                    | 1                                                                      | 74’                                                                    |
| 10-9-2008                                                              | Almaty                                                                 | Kazakistan                                                             | 1 – 3                                                                  | Ucraina                                                                | Qual. Mondiali 2010                                                    | 1                                                                      | cap. 88’                                                               |
| 11-10-2008                                                             | Charkiv                                                                | Ucraina                                                                | 0 – 0                                                                  | Croazia                                                                | Qual. Mondiali 2010                                                    | -                                                                      | cap. 24’                                                               |
| 1-4-2009                                                               | Londra                                                                 | Inghilterra                                                            | 2 – 1                                                                  | Ucraina                                                                | Qual. Mondiali 2010                                                    | 1                                                                      | 56’                                                                    |
| 6-6-2009                                                               | Zagabria                                                               | Croazia                                                                | 2 – 2                                                                  | Ucraina                                                                | Qual. Mondiali 2010                                                    | 1                                                                      | cap.                                                                   |
| 12-8-2009                                                              | Kiev                                                                   | Ucraina                                                                | 0 – 3                                                                  | Turchia                                                                | Amichevole                                                             | -                                                                      | 46’ 89’                                                                |
| 5-9-2009                                                               | Kiev                                                                   | Ucraina                                                                | 5 – 0                                                                  | Andorra                                                                | Qual. Mondiali 2010                                                    | 1                                                                      | cap. 81’                                                               |
| 9-9-2009                                                               | Minsk                                                                  | Bielorussia                                                            | 0 – 0                                                                  | Ucraina                                                                | Qual. Mondiali 2010                                                    | -                                                                      | cap. 87’ 89’                                                           |
| 10-10-2009                                                             | Dnipropetrovs'k                                                        | Ucraina                                                                | 1 – 0                                                                  | Inghilterra                                                            | Qual. Mondiali 2010                                                    | -                                                                      | cap. 90+2’                                                             |
| 14-10-2009                                                             | Andorra la Vella                                                       | Andorra                                                                | 0 – 6                                                                  | Ucraina                                                                | Qual. Mondiali 2010                                                    | 1                                                                      | cap. 74’                                                               |
| 14-11-2009                                                             | Atene                                                                  | Grecia                                                                 | 0 – 0                                                                  | Ucraina                                                                | Qual. Mondiali 2010                                                    | -                                                                      | cap.                                                                   |
| 18-11-2009                                                             | Donec'k                                                                | Ucraina                                                                | 0 – 1                                                                  | Grecia                                                                 | Qual. Mondiali 2010                                                    | -                                                                      | cap.                                                                   |
| 25-5-2010                                                              | Kiev                                                                   | Ucraina                                                                | 4 – 0                                                                  | Lituania                                                               | Amichevole                                                             | 2                                                                      | cap. 80’                                                               |
| 29-5-2010                                                              | Leopoli                                                                | Ucraina                                                                | 3 – 2                                                                  | Romania                                                                | Amichevole                                                             | -                                                                      | cap. 90+2’                                                             |
| 11-8-2010                                                              | Donec'k                                                                | Ucraina                                                                | 1 – 1                                                                  | Paesi Bassi                                                            | Amichevole                                                             | -                                                                      | cap. 57’                                                               |
| 4-9-2010                                                               | Łódź                                                                   | Polonia                                                                | 1 – 1                                                                  | Ucraina                                                                | Amichevole                                                             | -                                                                      | cap. 59’                                                               |
| 7-9-2010                                                               | Kiev                                                                   | Ucraina                                                                | 2 – 1                                                                  | Cile                                                                   | Amichevole                                                             | -                                                                      | cap. 71’                                                               |
| 8-10-2010                                                              | Kiev                                                                   | Ucraina                                                                | 2 – 2                                                                  | Canada                                                                 | Amichevole                                                             | -                                                                      | cap. 90’                                                               |
| 1-6-2011                                                               | Kiev                                                                   | Ucraina                                                                | 2 – 0                                                                  | Uzbekistan                                                             | Amichevole                                                             | -                                                                      | cap. 46’                                                               |
| 10-8-2011                                                              | Charkiv                                                                | Ucraina                                                                | 0 – 1                                                                  | Svezia                                                                 | Amichevole                                                             | -                                                                      | cap. 58’                                                               |
| 7-10-2011                                                              | Kiev                                                                   | Ucraina                                                                | 3 – 0                                                                  | Bulgaria                                                               | Amichevole                                                             | 1                                                                      | cap. 53’                                                               |
| 11-11-2011                                                             | Kiev                                                                   | Ucraina                                                                | 3 – 3                                                                  | Germania                                                               | Amichevole                                                             | -                                                                      | cap. 67’                                                               |
| 15-11-2011                                                             | Leopoli                                                                | Ucraina                                                                | 2 – 1                                                                  | Austria                                                                | Amichevole                                                             | -                                                                      | 56’                                                                    |
| 28-5-2012                                                              | Kufstein                                                               | Ucraina                                                                | 4 – 0                                                                  | Estonia                                                                | Amichevole                                                             | -                                                                      | 46’                                                                    |
| 1-6-2012                                                               | Innsbruck                                                              | Austria                                                                | 3 – 2                                                                  | Ucraina                                                                | Amichevole                                                             | -                                                                      | 46’                                                                    |
| 5-6-2012                                                               | Ingolstadt                                                             | Turchia                                                                | 2 – 0                                                                  | Ucraina                                                                | Amichevole                                                             | -                                                                      | 46’                                                                    |
| 11-6-2012                                                              | Kiev                                                                   | Ucraina                                                                | 2 – 1                                                                  | Svezia                                                                 | Euro 2012 - 1º turno                                                   | 2                                                                      | cap. 81’                                                               |
| 15-6-2012                                                              | Donec'k                                                                | Ucraina                                                                | 0 – 2                                                                  | Francia                                                                | Euro 2012 - 1º turno                                                   | -                                                                      | cap.                                                                   |
| 19-6-2012                                                              | Donec'k                                                                | Inghilterra                                                            | 1 – 0                                                                  | Ucraina                                                                | Euro 2012 - 1º turno                                                   | -                                                                      | 70’ 86’                                                                |
| Totale                                                                 |                                                                        | Presenze (3º posto)                                                    | 111                                                                    |                                                                        | Reti (1º posto)                                                        | 48                                                                     |                                                                        |

### Statistiche da allenatore

#### Club
Statistiche aggiornate al 13 gennaio 2022.
| Stagione            | Squadra         | Campionato      | Campionato | Campionato | Campionato | Campionato | Coppe nazionali | Coppe nazionali | Coppe nazionali | Coppe nazionali | Coppe nazionali | Coppe continentali | Coppe continentali | Coppe continentali | Coppe continentali | Coppe continentali | Altre coppe | Altre coppe | Altre coppe | Altre coppe | Altre coppe | Totale | Totale | Totale | Totale | % Vittorie | Piazzamento |
| Stagione            | Squadra         | Comp            | G          | V          | N          | P          | Comp            | G               | V               | N               | P               | Comp               | G                  | V                  | N                  | P                  | Comp        | G           | V           | N           | P           | G      | V      | N      | P      | %          | Piazzamento |
| ------------------- | --------------- | --------------- | ---------- | ---------- | ---------- | ---------- | --------------- | --------------- | --------------- | --------------- | --------------- | ------------------ | ------------------ | ------------------ | ------------------ | ------------------ | ----------- | ----------- | ----------- | ----------- | ----------- | ------ | ------ | ------ | ------ | ---------- | ----------- |
| nov. 2021-gen. 2022 | Genoa           | A               | 9          | 0          | 3          | 6          | CI              | 2               | 1               | 0               | 1               | -                  | -                  | -                  | -                  | -                  | -           | -           | -           | -           | -           | 11     | 1      | 3      | 7      | &9,09      | Sub., eson. |
| Totale carriera     | Totale carriera | Totale carriera | 9          | 0          | 3          | 6          |                 | 2               | 1               | 0               | 1               |                    | -                  | -                  | -                  | -                  |             | -           | -           | -           | -           | 11     | 1      | 3      | 7      | 9,09       |             |

#### Nazionale
Statistiche aggiornate al 3 luglio 2021.
| Squadra | Naz                | dal            | al             | Record | Record | Record | Record     | Record | Record | Record | Record |
| G       | V                  | N              | P              | GF     | GS     | DR     | % Vittorie |        |        |        |        |
| ------- | ------------------ | -------------- | -------------- | ------ | ------ | ------ | ---------- | ------ | ------ | ------ | ------ |
| Ucraina | Ucraina (bandiera) | 12 luglio 2016 | 1º agosto 2021 | 52     | 25     | 13     | 14         | 71     | 62     | +9     | 48,08  |

#### Nazionale nel dettaglio
| 2016           | Ucraina        | Qual. Mondiale 2018           | 3º nel Gruppo I, non qualificato                   | 4  | 2  | 2  | 0  | 50,00 | 7  | 3  | +4  |
| 2017           | Ucraina        | Qual. Mondiale 2018           | 3º nel Gruppo I, non qualificato                   | 6  | 3  | 0  | 3  | 50,00 | 6  | 6  | 0   |
| 2018           | Ucraina        | UEFA Nations League 2018-2019 | 1º nel Gruppo 1 di Lega B, promozione in Lega A    | 4  | 3  | 0  | 1  | 75,00 | 5  | 5  | 0   |
| 2019           | Ucraina        | Qual. Euro 2020               | 1º nel Gruppo B, qualificato                       | 8  | 6  | 2  | 0  | 75,00 | 17 | 4  | +13 |
| 2020           | Ucraina        | UEFA Nations League 2020-2021 | 4º nel Gruppo 4 di Lega A, retrocessione in Lega B | 6  | 2  | 0  | 4  | 33,33 | 5  | 13 | -8  |
| 2021           | Ucraina        | Qual. Mondiale 2022           | Fine incarico a girone in corso                    | 3  | 0  | 3  | 0  | &0,00 | 3  | 3  | 0   |
| Giu.-lug. 2021 | Ucraina        | Europeo 2020                  | Quarti di finale                                   | 5  | 2  | 0  | 3  | 40,00 | 6  | 10 | -4  |
| 2016-2021      | Ucraina        | Amichevoli                    |                                                    | 16 | 7  | 6  | 3  | 43,75 | 22 | 18 | +4  |
| Totale Ucraina | Totale Ucraina | Totale Ucraina                | Totale Ucraina                                     | 52 | 25 | 13 | 14 | 48,08 | 71 | 62 | +9  |

#### Panchine da commissario tecnico della nazionale ucraina
| Cronologia completa delle presenze e delle reti in nazionale ― Ucraina | Cronologia completa delle presenze e delle reti in nazionale ― Ucraina | Cronologia completa delle presenze e delle reti in nazionale ― Ucraina | Cronologia completa delle presenze e delle reti in nazionale ― Ucraina | Cronologia completa delle presenze e delle reti in nazionale ― Ucraina | Cronologia completa delle presenze e delle reti in nazionale ― Ucraina | Cronologia completa delle presenze e delle reti in nazionale ― Ucraina | Cronologia completa delle presenze e delle reti in nazionale ― Ucraina |
| Data                                                                   | Città                                                                  | In casa                                                                | Risultato                                                              | Ospiti                                                                 | Competizione                                                           | Reti                                                                   | Note                                                                   |
| ---------------------------------------------------------------------- | ---------------------------------------------------------------------- | ---------------------------------------------------------------------- | ---------------------------------------------------------------------- | ---------------------------------------------------------------------- | ---------------------------------------------------------------------- | ---------------------------------------------------------------------- | ---------------------------------------------------------------------- |
| 5-9-2016                                                               | Kiev                                                                   | Ucraina                                                                | 1 – 1                                                                  | Islanda                                                                | Qual. Mondiali 2018                                                    | Andrij Jarmolenko                                                      | Cap: O. Kučer                                                          |
| 6-10-2016                                                              | Konya                                                                  | Turchia                                                                | 2 – 2                                                                  | Ucraina                                                                | Qual. Mondiali 2018                                                    | Andrij Jarmolenko Artem Kravec'                                        | Cap: O. Kučer                                                          |
| 9-10-2016                                                              | Cracovia                                                               | Ucraina                                                                | 3 – 0                                                                  | Kosovo                                                                 | Qual. Mondiali 2018                                                    | Artem Kravec' Andrij Jarmolenko Ruslan Rotan'                          | Cap: O. Kučer                                                          |
| 12-11-2016                                                             | Odessa                                                                 | Ucraina                                                                | 1 – 0                                                                  | Finlandia                                                              | Qual. Mondiali 2018                                                    | Artem Kravec'                                                          | Cap: O. Kučer                                                          |
| 15-11-2016                                                             | Charkiv                                                                | Ucraina                                                                | 2 – 0                                                                  | Serbia                                                                 | Amichevole                                                             | Jevhen Jevhenovyč Šachov Andrij Jarmolenko (rig.)                      | Cap: A. Fedec'kyj                                                      |
| 24-3-2017                                                              | Zagabria                                                               | Croazia                                                                | 2 – 0                                                                  | Ucraina                                                                | Qual. Mondiali 2018                                                    | -                                                                      | Cap: R. Rotan                                                          |
| 6-6-2017                                                               | Graz                                                                   | Ucraina                                                                | 0 – 1                                                                  | Malta                                                                  | Amichevole                                                             | -                                                                      | Cap: O. Kučer                                                          |
| 11-6-2017                                                              | Tampere                                                                | Finlandia                                                              | 1 – 2                                                                  | Ucraina                                                                | Qual. Mondiali 2018                                                    | Jevhen Konopljanka Artem Bjesjedin                                     | Cap: A. Pjatov                                                         |
| 2-9-2017                                                               | Charkiv                                                                | Ucraina                                                                | 2 – 0                                                                  | Turchia                                                                | Qual. Mondiali 2018                                                    | 2 Andrij Jarmolenko                                                    | Cap: R. Rotan                                                          |
| 5-9-2017                                                               | Reykjavík                                                              | Islanda                                                                | 2 – 0                                                                  | Ucraina                                                                | Qual. Mondiali 2018                                                    | -                                                                      | Cap: R. Rotan                                                          |
| 6-10-2017                                                              | Scutari                                                                | Kosovo                                                                 | 0 – 2                                                                  | Ucraina                                                                | Qual. Mondiali 2018                                                    | autorete Andrij Jarmolenko                                             | Cap: R. Rotan                                                          |
| 9-10-2017                                                              | Kiev                                                                   | Ucraina                                                                | 0 – 2                                                                  | Croazia                                                                | Qual. Mondiali 2018                                                    | -                                                                      | Cap: R. Rotan                                                          |
| 10-11-2017                                                             | Leopoli                                                                | Ucraina                                                                | 2 – 1                                                                  | Slovacchia                                                             | Amichevole                                                             | Jevhen Konopljanka Andrij Jarmolenko                                   | Cap: R. Rotan                                                          |
| 23-3-2018                                                              | Marbella                                                               | Ucraina                                                                | 1 – 1                                                                  | Arabia Saudita                                                         | Amichevole                                                             | Artem Kravec'                                                          | Cap: J. Konopljanka                                                    |
| 27-3-2018                                                              | Liegi                                                                  | Giappone                                                               | 1 – 2                                                                  | Ucraina                                                                | Amichevole                                                             | autorete Oleksandr Karavajev                                           | Cap: A. Pjatov                                                         |
| 31-5-2018                                                              | Ginevra                                                                | Marocco                                                                | 0 – 0                                                                  | Ucraina                                                                | Amichevole                                                             | -                                                                      | Cap: A. Pjatov                                                         |
| 3-6-2018                                                               | Évian-les-Bains                                                        | Albania                                                                | 1 – 4                                                                  | Ucraina                                                                | Amichevole                                                             | 2 Jevhen Konopljanka 2 Andrij Jarmolenko                               | Cap: A. Jarmolenko                                                     |
| 6-9-2018                                                               | Uherské Hradiště                                                       | Rep. Ceca                                                              | 1 – 2                                                                  | Ucraina                                                                | UEFA Nations League 2018-2019 - 1º turno                               | Jevhen Konopljanka Oleksandr Zinčenko                                  | Cap: A. Pjatov                                                         |
| 9-9-2018                                                               | Leopoli                                                                | Ucraina                                                                | 1 – 0                                                                  | Slovacchia                                                             | UEFA Nations League 2018-2019 - 1º turno                               | Andrij Jarmolenko                                                      | Cap: A. Pjatov                                                         |
| 10-10-2018                                                             | Genova                                                                 | Italia                                                                 | 1 – 1                                                                  | Ucraina                                                                | Amichevole                                                             | Ruslan Malinovs'kyj                                                    | Cap: A. Pjatov                                                         |
| 16-10-2018                                                             | Charkiv                                                                | Ucraina                                                                | 1 – 0                                                                  | Rep. Ceca                                                              | UEFA Nations League 2018-2019 - 1º turno                               | Ruslan Malinovs'kyj                                                    | Cap: A. Pjatov                                                         |
| 16-11-2018                                                             | Trnava                                                                 | Slovacchia                                                             | 4 – 1                                                                  | Ucraina                                                                | UEFA Nations League 2018-2019 - 1º turno                               | Jevhen Konopljanka                                                     | Cap: J. Konopljanka                                                    |
| 20-11-2018                                                             | Adalia                                                                 | Turchia                                                                | 0 – 0                                                                  | Ucraina                                                                | Amichevole                                                             | -                                                                      | Cap: J. Konopljanka                                                    |
| 22-3-2019                                                              | Lisbona                                                                | Portogallo                                                             | 0 – 0                                                                  | Ucraina                                                                | Qual. Euro 2020                                                        | -                                                                      | Cap: A. Pjatov                                                         |
| 25-3-2019                                                              | Lussemburgo                                                            | Lussemburgo                                                            | 1 – 2                                                                  | Ucraina                                                                | Qual. Euro 2020                                                        | Viktor Cyhankov autorete                                               | Cap: A. Pjatov                                                         |
| 7-6-2019                                                               | Charkiv                                                                | Ucraina                                                                | 5 – 0                                                                  | Serbia                                                                 | Qual. Euro 2020                                                        | 2 Viktor Cyhankov 2 Jevhen Konopljanka Roman Jaremčuk                  | Cap: A. Pjatov                                                         |
| 10-6-2019                                                              | Leopoli                                                                | Ucraina                                                                | 1 – 0                                                                  | Lussemburgo                                                            | Qual. Euro 2020                                                        | Viktor Cyhankov                                                        | Cap: A. Pjatov                                                         |
| 7-9-2019                                                               | Vilnius                                                                | Lituania                                                               | 0 – 3                                                                  | Ucraina                                                                | Qual. Euro 2020                                                        | Oleksandr Zinčenko Marlos Andrij Jarmolenko                            | Cap: A. Pjatov                                                         |
| 10-9-2019                                                              | Dnipropetrovsk                                                         | Ucraina                                                                | 2 – 2                                                                  | Nigeria                                                                | Amichevole                                                             | Oleksandr Zinčenko Andrij Jarmolenko                                   | Cap: A. Jarmolenko                                                     |
| 11-10-2019                                                             | Charkiv                                                                | Ucraina                                                                | 2 – 0                                                                  | Lituania                                                               | Qual. Euro 2020                                                        | 2 Ruslan Malinovs'kyj                                                  | Cap: A. Pjatov                                                         |
| 14-10-2019                                                             | Kiev                                                                   | Ucraina                                                                | 2 – 1                                                                  | Portogallo                                                             | Qual. Euro 2020                                                        | Roman Jaremčuk Andrij Jarmolenko                                       | Cap: A. Pjatov                                                         |
| 14-11-2019                                                             | Zaporižžja                                                             | Ucraina                                                                | 1 – 0                                                                  | Estonia                                                                | Amichevole                                                             | Roman Bezus                                                            | Cap: A. Jarmolenko                                                     |
| 17-11-2019                                                             | Belgrado                                                               | Serbia                                                                 | 2 – 2                                                                  | Ucraina                                                                | Qual. Euro 2020                                                        | Roman Jaremčuk Artem Bjesjedin                                         | Cap: A. Pjatov                                                         |
| 3-9-2020                                                               | Leopoli                                                                | Ucraina                                                                | 2 – 1                                                                  | Svizzera                                                               | UEFA Nations League 2020-2021 - 1º turno                               | Andrij Jarmolenko Oleksandr Zinčenko                                   | Cap: A. Pjatov                                                         |
| 6-9-2020                                                               | Madrid                                                                 | Spagna                                                                 | 4 – 0                                                                  | Ucraina                                                                | UEFA Nations League 2020-2021 - 1º turno                               | -                                                                      | Cap: A. Pjatov                                                         |
| 7-10-2020                                                              | Saint-Denis                                                            | Francia                                                                | 7 – 1                                                                  | Ucraina                                                                | Amichevole                                                             | Viktor Cyhankov                                                        | Cap: A. Jarmolenko                                                     |
| 10-10-2020                                                             | Kiev                                                                   | Ucraina                                                                | 1 – 2                                                                  | Germania                                                               | UEFA Nations League 2020-2021 - 1º turno                               | Ruslan Malinovs'kyj (rig.)                                             | Cap: A. Jarmolenko                                                     |
| 13-10-2020                                                             | Kiev                                                                   | Ucraina                                                                | 1 – 0                                                                  | Spagna                                                                 | UEFA Nations League 2020-2021 - 1º turno                               | Viktor Cyhankov                                                        | Cap: A. Jarmolenko                                                     |
| 11-11-2020                                                             | Chorzów                                                                | Polonia                                                                | 2 – 0                                                                  | Ucraina                                                                | Amichevole                                                             | -                                                                      | Cap: A. Jarmolenko                                                     |
| 14-11-2020                                                             | Lipsia                                                                 | Germania                                                               | 3 – 1                                                                  | Ucraina                                                                | UEFA Nations League 2020-2021 - 1º turno                               | Roman Jaremčuk                                                         | Cap: A. Pjatov                                                         |
| 17-11-2020                                                             | Lucerna                                                                | Svizzera                                                               | 3 – 0 tav                                                              | Ucraina                                                                | UEFA Nations League 2020-2021 - 1º turno                               | -                                                                      | [ 145 ]                                                                |
| 24-3-2021                                                              | Saint-Denis                                                            | Francia                                                                | 1 – 1                                                                  | Ucraina                                                                | Qual. Mondiali 2022                                                    | Serhiy Sydorchuk                                                       | Cap: O. Zinčenko                                                       |
| 28-3-2021                                                              | Kiev                                                                   | Ucraina                                                                | 1 – 1                                                                  | Finlandia                                                              | Qual. Mondiali 2022                                                    | Júnior Moraes                                                          | Cap: O. Zinčenko                                                       |
| 31-3-2021                                                              | Kiev                                                                   | Ucraina                                                                | 1 – 1                                                                  | Kazakistan                                                             | Qual. Mondiali 2022                                                    | Roman Jaremčuk                                                         | Cap: O. Zinčenko                                                       |
| 23-5-2021                                                              | Charkiv                                                                | Ucraina                                                                | 1 – 1                                                                  | Bahrein                                                                | Amichevole                                                             | Viktor Cyhankov                                                        | Cap: T. Stepanenko                                                     |
| 3-6-2021                                                               | Dnipro                                                                 | Ucraina                                                                | 1 – 0                                                                  | Irlanda del Nord                                                       | Amichevole                                                             | Oleksandr Zubkov                                                       | Cap: T. Stepanenko                                                     |
| 7-6-2021                                                               | Charkiv                                                                | Ucraina                                                                | 4 – 0                                                                  | Cipro                                                                  | Amichevole                                                             | 2 Andrij Jarmolenko (1 rig.) Oleksandr Zinčenko Roman Jaremčuk         | Cap: A. Pjatov                                                         |
| 13-6-2021                                                              | Amsterdam                                                              | Paesi Bassi                                                            | 3 – 2                                                                  | Ucraina                                                                | Euro 2020 - 1º turno                                                   | Andrij Jarmolenko Roman Jaremčuk                                       | Cap: A. Jarmolenko                                                     |
| 17-6-2021                                                              | Bucarest                                                               | Ucraina                                                                | 2 – 1                                                                  | Macedonia del Nord                                                     | Euro 2020 - 1º turno                                                   | Andrij Jarmolenko Roman Jaremčuk                                       | Cap: A. Jarmolenko                                                     |
| 21-6-2021                                                              | Bucarest                                                               | Ucraina                                                                | 0 – 1                                                                  | Austria                                                                | Euro 2020 - 1º turno                                                   | -                                                                      | Cap: A. Jarmolenko                                                     |
| 29-6-2021                                                              | Glasgow                                                                | Svezia                                                                 | 1 – 2 dts                                                              | Ucraina                                                                | Euro 2020 - Ottavi di finale                                           | Oleksandr Zinčenko Artem Dovbyk                                        | Cap: A. Jarmolenko                                                     |
| 3-7-2021                                                               | Roma                                                                   | Ucraina                                                                | 0 – 4                                                                  | Inghilterra                                                            | Euro 2020 - Quarti di finale                                           | -                                                                      | Cap: A. Jarmolenko                                                     |
| Totale                                                                 |                                                                        | Presenze                                                               | 52                                                                     |                                                                        | Reti                                                                   | 71                                                                     |                                                                        |

## Palmarès

### Giocatore

#### Club

##### Competizioni nazionali
- Campionato ucraino: 5

Dinamo Kiev: 1994-1995, 1995-1996, 1996-1997, 1997-1998, 1998-1999
- Coppa d'Ucraina: 3

Dinamo Kiev: 1995-1996, 1997-1998, 1998-1999
- Coppa Italia: 1

Milan: 2002-2003
- Campionato italiano: 1

Milan: 2003-2004
- Supercoppa italiana: 1

Milan: 2004
- Coppa d'Inghilterra: 1

Chelsea: 2006-2007
- Coppa di Lega inglese: 1

Chelsea: 2006-2007
- Supercoppa d'Ucraina: 1

Dinamo Kiev: 2011

##### Competizioni internazionali
- Coppa dei Campioni della CSI: 3

Dinamo Kiev: 1996, 1997, 1998
- UEFA Champions League: 1

Milan: 2002-2003
- Supercoppa UEFA: 1

Milan: 2003

#### Individuale
- Capocannoniere della Coppa d'Ucraina: 2

1994-1995 (6 reti), 1997-1998 (8 reti)
- Capocannoniere della Coppa dei Campioni della CSI: 1

1997 (6 reti)
- Calciatore ucraino dell'anno: 6

1997, 1999, 2000, 2001, 2004, 2005
- Capocannoniere della Champions League: 2

1998-1999 (8 reti, a pari merito con Yorke), 2005-2006 (9 reti)
- Capocannoniere della Višča Liga: 1

1998-1999 (18 reti)
- Miglior giocatore UEFA: 1

Miglior attaccante: 1998-1999
- Capocannoniere della Serie A: 2

1999-2000 (24 reti), 2003-2004 (24 reti)
- Squadra dell'anno ESM: 3

1999-2000, 2003-2004, 2004-2005
- Oscar del calcio AIC: 2

Miglior straniero: 2000
Miglior gol: 2004
- Pallone d'argento: 1

2003-2004
- Squadra dell'anno UEFA: 2

2004, 2005
- Pallone d'oro: 1

2004
- Inserito nella FIFA 100 (2004)
- FIFPro World XI: 1

2005
- Golden Foot: 1

2005
- Inserito nella Hall of Fame del calcio italiano nella categoria calciatore straniero (2023)

### Onorificenze ucraine

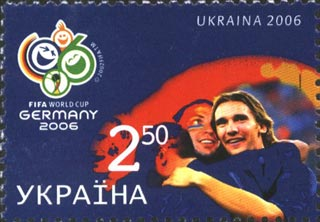
Ševčenko raffigurato su un francobollo ucraino che celebra la qualificazione della Nazionale al Mondiale 2006